# قهر و آشتی
قهر و آشتی یک مجموعه تلویزیونی محصول سال ۱۳۸۳ به کارگردانی احمد رمضان‌زاده، نویسندگی محمود استاد محمد، احمد رمضان‌زاده، سحر جعفری جوزانی، فتح‌الله جعفری جوزانی، مسعود جعفری جوزانی، مهناز کروندی و تهیه‌کنندگی فتح‌الله جعفری جوزانی می‌باشد که از شبکه تهران پخش شد.

## داستان
این مجموعه تلویزیونی در ژانر اجتماعی و به صورت طنز ساخته شده‌است و اشاره ای به پیچیدگی‌ها و مشکلاتی دارد که به خاطر گسترش سریع شهر در میان افراد مختلف جامعه به وجود آمده‌است. این مجموعه به بررسی تحولات سریع دنیای ما در زمینه‌های مختلف ارتباطی و اجتماعی می‌پردازد و در این میان به سنت‌های کهنی اشاره دارد که در میان هیاهوی جامعه مدرن با روابط پیچیده اجتماعی گم شده‌است. قهر و آشتی زندگی چند زوج جوان را روایت می‌کند که در همسایگی هم زندگی می‌کنند. آنها به خاطر گرفتاری‌های روزمره خود به دیگران کم توجه هستند. اما اتفاقاتی برای هر یک از آنها می‌افتد که توجه دیگران را جلب می‌کند و همین مسئله باعث ایجاد ارتباطاتی بین این افراد می‌شود.

## بازیگران
- محمود استادمحمد در نقش مجتبی طوفانی
- الگا محمودی در نقش منشی مطب
- رسول نجفیان در نقش پدر روان‌پزشک
- سحر جعفری جوزانی در نقش روان‌پزشک
- فرناز جهانسوز در نقش دامپزشک
- محمدرضا هدایتی در نقش پزشک عمومی
- مهرانه مهین‌ترابی در نقش خانم فخرالسادات
- مهسا کامیابی در نقش سوگند
- مجید زارع‌زاده[۱]
- رضا شفیعی‌جم
- معصومه تقی‌پور

## عوامل تولید
- تهیه کنند: فتح‌الله جعفری جوزانی
- مدیریت تصویربرداری: رضا رخشانی
- چهره پردازی: محمود مهدوی و سوسن راستکار
- طراحی لباس: را علی عباسی
- طراحی صحنه: اصغر رحمانی